# Colocasia propinquilinea
Colocasia propinquilinea är en fjärilsart som beskrevs av Augustus Radcliffe Grote 1873. Colocasia propinquilinea ingår i släktet Colocasia och familjen Pantheidae. Inga underarter finns listade i Catalogue of Life.

## Bildgalleri

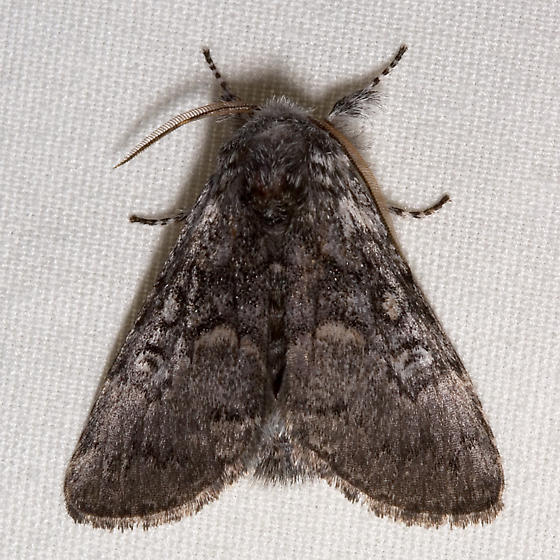